# Joan d'Eppes
Joan d'Eppes també anomenat Joan d'Aps o Joan de Rummen (nascut el 1188 i mort l'1 d'abril de 1238 a Dinant) fou príncep-bisbe del principat de Lieja des de 1229 a 1238.
Joan era el fill de Guillem II d'Eppes, cosí de l'emperador Frederic II del Sacre Imperi Romanogermànic per la seva àvia de Clemència de Rethel, i doncs el nebot d'Hug de Pierrepont. Joan, originari de la regió de Laon va ser el segon d'una sèrie de nobles francesos que van ocupar la seu de Lieja de 1200 a 1248.
Des de jove, el seu oncle Hug va protegir la seva carrera. El 1202, a l'edat de catorze anys ja va fer anomenar-lo prebost del capítol de Sant Lambert de Lieja, el 1207 del capítol de Sant Pau de la mateixa ciutat i coadjutor el 1216. El 24 de maig de 1229 el capítol va elegir-lo príncep-bisbe per unanimitat. El 23 de març de 1230 van ordenar-lo sacerdot i l'endemà l'arquebisbe de Reims l'ordenà bisbe a l'església de sant Teodard a Thuin.

## Política religiosa
Durant tota sa vida era un adepte dels ordes monàstics i particularment els cistercencs. Va crear l'abadia del Molí i a Lieja un monestir de dominicans. La seva abadia preferida era l'abadia de Val Saint-Lambert a Seraing. A Beaufays havia un monestir al qual van conviure clergues i monges. El 1235 d'Eppes va ordenar que les monges havien d'establir al refugi del monestir a Vivegnis i que els clergues havien de quedar-se sols a Beaufays

## Política militar

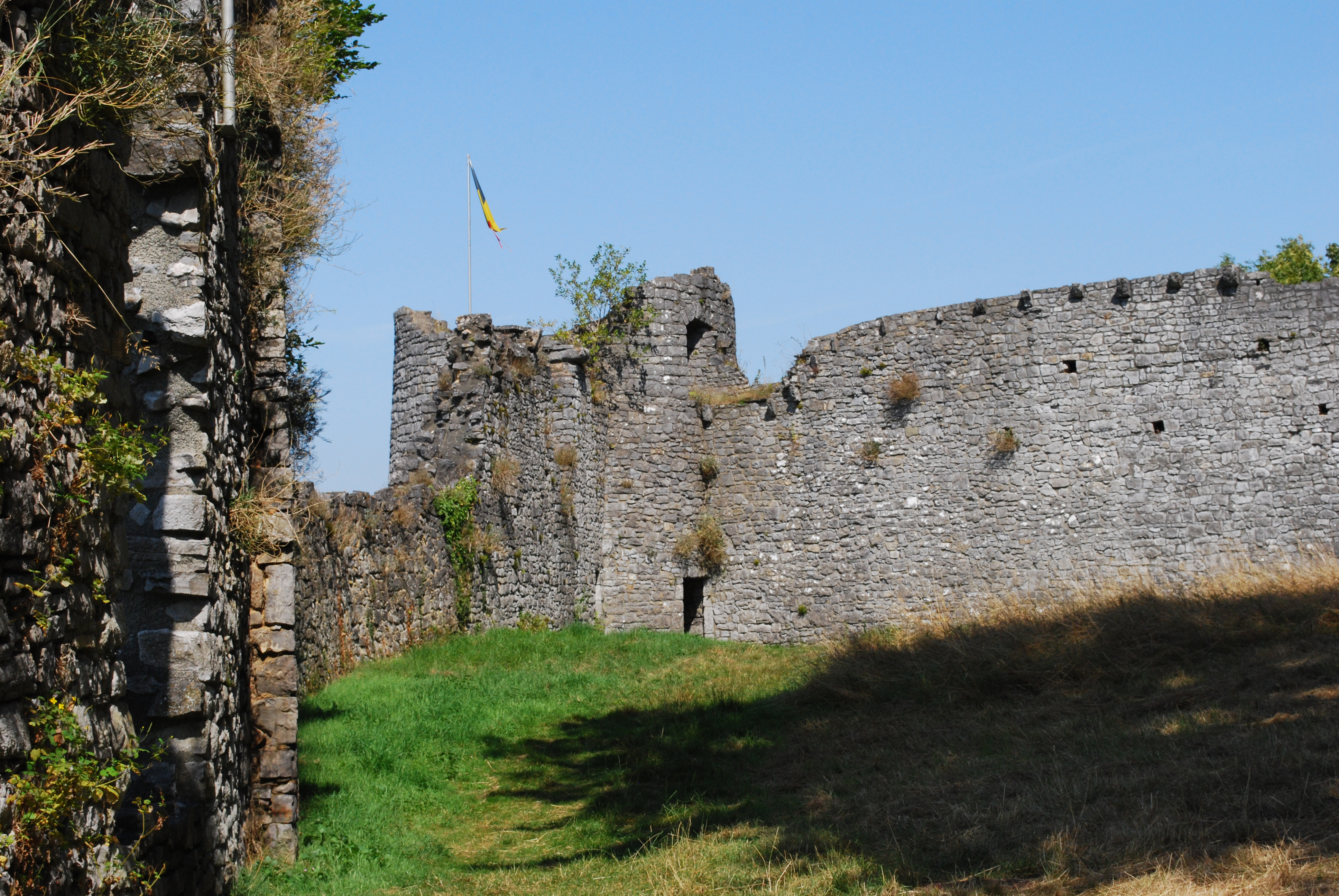
Ruïnes del castell de Poilvache

Poc després de la seva elecció va començar un conflicte amb una coalició de ciutats i més tard Enric VII i va haver de fugir a Huy amb el legat del papa Gregori IX. Després de la reconciliació entre el papa i Enric VII, d'Eppes va engegar un conflicte sobre l'impost dels béns de consum amb el capítol de Sant Lambert. Un darrere conflicte sobres les terres de les prebosteries de Gesves i d'Assesse va oposar-lo a Walerà III, germà d'Enric IV, duc de Limburg. Walerà va devastar el feu de Theux i d'Eppes va revenjar-se. Després d'una treva poca respectada, el conflicte va continuar el 1238 quan d'Eppes va assetjar el castell de Poilvache a prop d'Yvoir al qual el seu rival s'havia refugiat. Total, va agafar una malaltia greu i va morir durant el setge a l'1 d'abril. Van enterrar-lo a l'abadia de Val Sant Lambert. Tot i reclamar que la seva despulla es transfereixi la catedral de Sant Lambert, la sepultura a la catedral va romandre buida fins al 1344 que van utilitzar-la pel príncep-bisbe Adolf de la Mark.